# (1976) Каверин
(1976) Каверин (лат. Kaverin) — типичный астероид главного пояса, открыт 1 апреля 1970 года советским астрономом Людмилой Черных в Крымской астрофизической обсерватории и 30 июня 1977 года назван в честь советского астронома Алексея Каверина.

## Обнаружение и именование
(1976) Каверин
Открыт 1 апреля 1970 года в Научном Л. И. Черных.
Назван в память преподавателя астрономии Иркутского педагогического института Алексея Александровича Каверина (1904—1976), специалиста в области теории затмений.
Оригинальный текст (англ.)1976 Kaverin
Discovered 1970-04-01 by Chernykh, L. at Nauchnyj.
Named in memory of Aleksej Aleksandrovich Kaverin (1904—1976), an instructor in astronomy at Irkutsk Pedagogical Institute, expert in the field of the theory of eclipses.
Источники: DISCOVERY.DB; M.P.C. 4190.

## Орбита

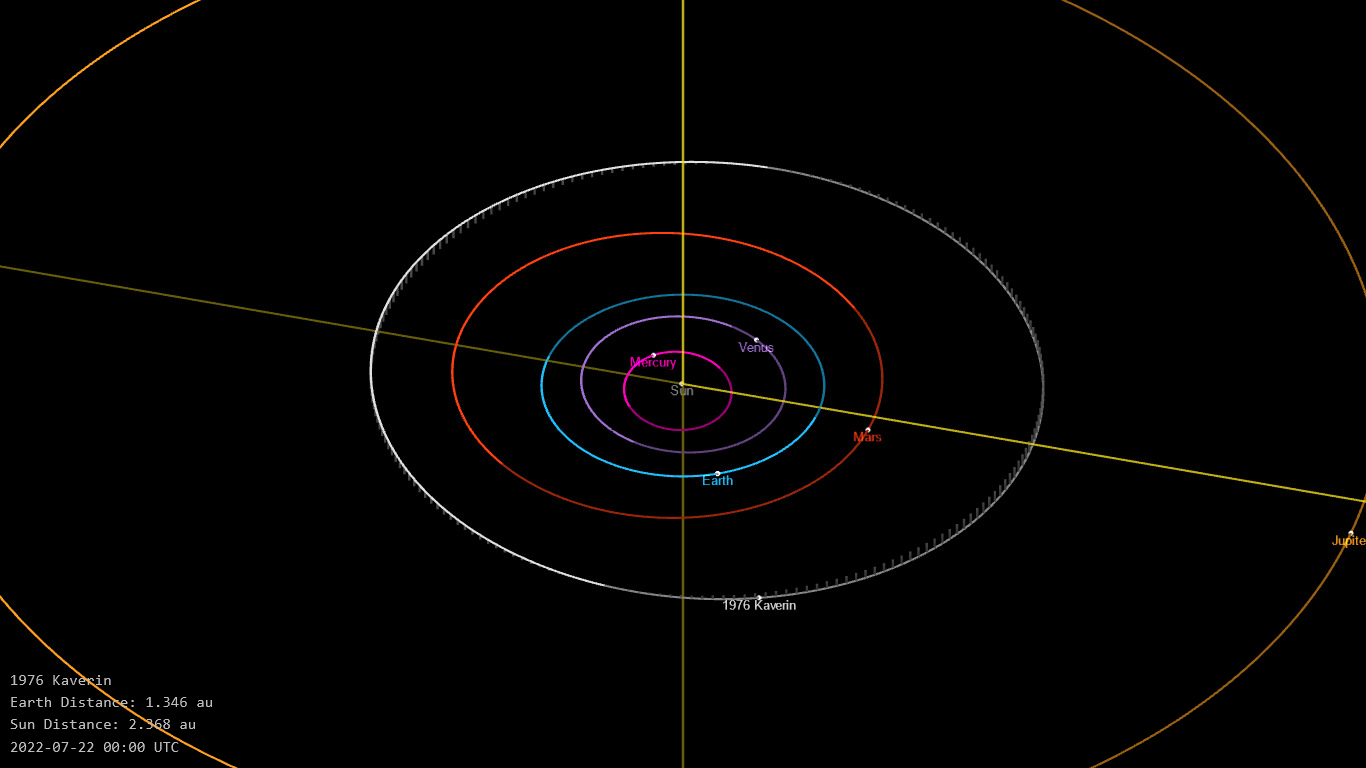
Орбита астероида Каверин и его положение в Солнечной системе

## Физические характеристики
Астероид относится к таксономическому классу S.
По результатам наблюдений в видимом и ближнем инфракрасном диапазоне космического телескопа NEOWISE диаметр астероида оценивался равным 3,670±0,217 км. Согласно тем же источникам альбедо оценивается как 0,5220±0,0973 и 0,522±0,097.